# Мюнхенская резиденция
Мюнхенская резиденция (нем. Münchner Residenz) — комплекс сооружений с внутренними дворами в центре Мюнхена, историческая резиденция герцогов, курфюрстов и королей Баварии из династии Виттельсбахов. Пространный дворец считается самым крупным из внутригородских дворцов в Германии и на сегодняшний день — одним из самых значительных музеев искусства Европы. Комплекс включает в себя здания от Средневековья до XIX века. В них нашли отражение все художественные стили и пристрастия этих лет — ренессанс, барокко, рококо, классицизм. На протяжении веков Резиденция постоянно перестраивалась и расширялась. Нет ни одного столетия, в котором в Резиденции не проводилось бы каких-либо строительных работ
Комплекс зданий охватывает десять внутренних дворов и подразделяется на три основных комплекса: королевские покои (Königsbau), Старая резиденция (Maximilianische Residenz, Alte Residenz) и праздничный зал (Festsaalbau). Резидентский музей (Residenzmuseum) состоит из 130 залов
Перед входом во Двор императора (Kaiserhof) и в проходе к Фонтанному двору (Brunnenhof) стоят по две бронзовых фигуры львов со щитами, прикасание к маленьким головам львов на щитах по прeданию приносит счастье.

## История возникновения
История Мюнхенской резиденции начинается с готического замка Нойвесте (нем. Neuveste), первые сведения о котором восходят к 1385 году. Изначально замок Нойвесте использовался как убежище для правящих герцогов: Иоганна II, Стефана III и Фридриха, чья резиденция тогда находилась в Старом дворе. Герцоги вынуждены были искать укрытие от гражданских бунтов; к тому времени Старый Двор перестал быть надёжным убежищем. Замок Нойвесте представлял собой крепость, окружённую водой, доступ к которой был возможен только по укреплённым мостам. Однако окончательно резиденцией герцогов замок стал лишь при Вильгельме IV. В дальнейшем, находившийся в северо-восточной части города, замок расширялся и перестраивался владеющими им князьями, превращаясь в роскошную резиденцию правителей и теряя свой фортификационный характер. Под аптечным двором Мюнхенской резиденции сохранились фундаменты стен и остатки подвала замка Нойвест — они видны посетителям по красным кирпичам в покрытии Двора. Расширяясь в направлении города, к замку пристраивались внутренние дворы и сады
По приказу герцога Вильгельма IV замок Нойвесте был расширен, также был построен первый дворцовый сад. При Альбрехте V были возведены Праздничный зал и Кунсткамера (нем. Kunstkammer), положившая начало многим известным мюнхенским коллекциям. Так как в Кунсткамере не хватало места для многочисленных скульптур, было запланировано строительство Антиквариума (нем. Antiquarium). Новое здание для него было выведено за пределы строений замка, так как в Нойвесте уже не было места. С этого момента дворец принял новое направление своего развития. В этом новом построении Антиквариум занял весь первый этаж, в верхнем этаже здания была помещена дворцовая библиотека, положившая основу Баварской государственной библиотеке. Строительство Антиквариума закончилось в 1571, это был первый музей в Европе с северной стороны Альп. Некоторое время спустя были возведены Вдовий этаж и Чёрный зал.
При герцоге Максимилиане I, позже ставшем курфюрстом, была возведена западная сторона резиденции, позже названная его именем. Комплексом строений был закрыт Фонтанный двор, до этого бывший в свободном доступе и использовавшийся для турниров. В середине двора в 1610 году был выстроен Виттельсбахский фонтан с фигурами (аллегории на четыре баварские реки: Дунай, Лех, Инн и Изар, стоящие вокруг скульптуры Оттона I). По приказу Максимилиана I была выстроена Дворцовая капелла (нем. Hofkapelle) для герцога и герцогини и «Роскошная Капелла». Между 1611 и 1619 годами в северной части был выстроен Двор императора с Триерскими и Каменными комнатами (нем. Trier- und Steinzimmern), Императорским залом (нем. Kaisersaal) и Императорской лестницей (нем. Kaisertreppe)
Во времена барокко по указанию курфюрстины Генриетты Аделаиды Савойской, с 1650 года супруги курфюрста Фердинанда Мария, до этого небольшие апартаменты её свекрови были расширены и превращены в роскошный ряд комнат. К ним относились Стрелковый зал, две прихожие, Золотой зал для аудиенций (нем. Goldener Saal), Большой кабинет (нем. Grottenzimmer), Спальная комната, Маленькая Капелла и Сердечный кабинет (нем. Herzkabinett). Дополнением к этому ряду были галерея, южный сад и библиотека. Генриетта Аделаида в своём строительном проекте ориентировалась на образцы её родины Турина и новейшую парижскую моду. В 1674 году пожар разрушил несколько комнат. В 1782 году после посещения дворца Папой Пием VI оставшиеся апартаменты стали называться Папскими комнатами. В 1944 году были разрушены почти все комнаты, сегодня только Сердечный кабинет позволяет оценить размах запросов и культурный уровень Генриетты Аделаиды.
Расширения Максимилиана II (репрезентативные Александровская и Летняя комната) были проведены уже в конце его жизни. Эти постройки были разрушены при пожаре 1729 года
Его наследник, курфюрст и позже император Карл VII Альбрехт распорядился отстроить на этом месте Роскошную комнату с Зелёной галереей, Зеркальный кабинет и Парадную спальню. Направление помещений было сделано в зеркальном отражении Папских комнат. На первом этаже была размещена Галерея предков, содержащая на сегодняшний день больше ста портретов членов семьи Виттельсбахов до последнего короля Баварии Людвига III. Эта комната по замыслу должна была укрепить претензии Карла Альбрехта на королевскую корону, указывая на его происхождение от Карла Великого, императора Людовика IV Баварского и легендарного Агилольфинга Теодо, чей портрет находился на центральном месте. В дальнейшем по указанию Карла Альбрехта рядом с Галереей предков был заложен роскошный кабинет для хранения драгоценностей дворца, для которых до сего времени не было отдельного помещения. С момента строительства Старой сокровищницы в 1897 в этом кабинете размещается Кабинет фарфора.
Сын Карла Альбрехта курфюрст Максимилиан III Иосиф отказался от каких-либо претензий на императорскую корону, что отразилось в отстроенных по его распоряжению курфюрстских комнатах. Они расположились над Антиквариумом, до последнего момента там была размещена Библиотека дворца. Одной из значительных в истории Резиденции явилась постройка Старого резидентского театра в стиле рококо в 1753 году, также называемого театром Кювилье (нем. Cuvilliés-Theater) и предназначавшемся исключительно для дворца. В строительстве были использованы более 1000 деревьев, привезенных с земель Штаффельского озера.
Однако, дальнейшие планы Максимилиана III Иосифа по расширению дворца не были осуществлены из-за пустой казны.
Также и король Максимилиан I был вынужден удовлетвориться постройкой дворцовых Палат вместо задуманного Императорского зала и модернизацией Геркулесового зала, кроме того, при нём были отстроены комнаты Государственного совета. В последующем, между 1811 и 1818 по его указанию на месте обрушенного монастыря Францисканеров были возведены Королевский дворцовый и Национальный театр, а также площадь Макса Иосифа.
При Людвиге I Резиденция получила ныне существующий внешний вид. Южный фасад резиденции, выходящий на Макс-Йозеф-Плац, был оформлен в стиле неоренессанс с характерными арочными окнами и рустовкой по совместному проекту баварских архитекторов Фридриха фон Гертнера и Лео фон Кленце. Его композиция воспроизводит основные черты Палаццо Питти во Флоренции.
До 1842 года были воздвигнуты величественные Королевские покои (нем. Königsbau) с зимним садом размером 17х17 метров, с экзотическими птицами и растениями; педантичный Праздничный зал (нем. Festsaal) в Дворцовом саду, а также Национальный театр и Церковь Всех Святых. На крыше Праздничного зала из железа и стекла был выстроено искусственное озеро глубиной в девять метров. Тут, возвышаясь над крышами городских строений плавал в лодке в форме лебедя Людовик II. Позже Зимний сад и озеро были снесены по распоряжению принц-регента Луитпольда, так как озеро было слишком тяжело для здания
При короле Людвиге III была произведена техническая модернизация дворца: электрическое освещение, центральное отопление, водопровод, лифты.
После Ноябрьской революции король Людвиг III 7 ноября 1918 покинул Резиденцию. 8 ноября 1918 года в Баварии была провозглашено Свободное государство. 13 ноября 1918 король Людвиг III отрекся от престола.
В 1920 году был открыт музей Резиденции.
Во время Второй мировой войны дворец значительно пострадал. Первая разрушительная бомбардировка Резиденции произошла 18 марта 1944 года, при воздушном налете ночью с 24 на 25 апреля 1944 года Резиденция была практически полностью разрушена. От около 23 000 м². общей площади сохранилось около 50 м²., верхние этажи сгорели, в нижних фугасные бомбы и воздушные мины обрушили своды. В послевоенные годы восстановить дворец удалось в значительной мере благодаря тому, что большая часть внутреннего убранства дворца была эвакуирована после первых бомбардировок. Некоторые ценности, к примеру бронзовые львы, встречающие сейчас посетителей со стороны Резиденцштрассе, для защиты от бомбардировок были закопаны в Фонтанном дворе. Самые значительные культурные потери Резиденции — это фрески Церкви Всех Святых, роскошная обстановка Папских комнат, личные покои короля Людовика II, некоторые классические залы в Праздничном зале, Большой Тронный Зал. Дворец был реконструирован в первые десятилетия после окончания войны. На месте Тронного Зала в 1953 году был открыт Геркулесовый зал. В 1958 снова открываются театр Кювилье в Фонтанном дворе, несколько комнат музея Резиденции и Сокровищница. Реконструкция дворца проводилась до 2003 года, когда были открыты Церковь Всех Святых и заново переоборудован Кабинетный Сад.
Сегодня помещения дворца используются для приёмов, концертов, в них расположены несколько музеев, Баварская академия наук.

## Музей Резиденции

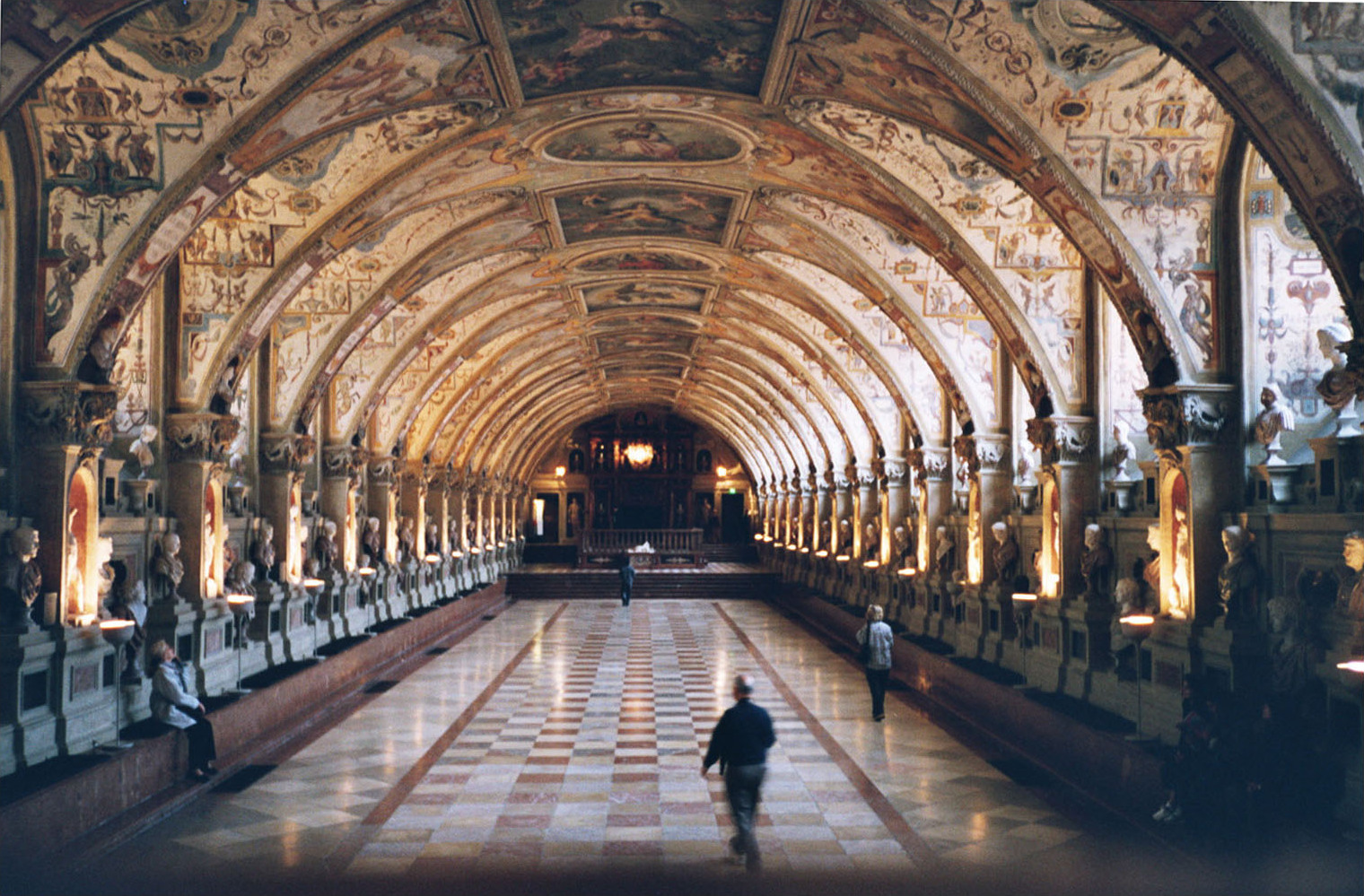
Антикварий XVI века называют первым музеем к северу от Альп

Уже во времена Людовика I интересующиеся граждане могли по предварительному согласованию (при условии отсутствия королевской четы в Резиденции) осмотреть помещения Королевских покоев. Таким образом, король хотел дать его подданным представление о королевской жизни. При принц-регенте Луитпольде было возможно уже посетить неиспользуемые площади Резиденции и Старую Сокровищницу, с 1897 проводятся первые экскурсии по Мюнхенской Резиденции.
После революции 1918 года Резиденция окончательно становится музеем. Тогда можно было посетить все 157 комнат — нелегкая задача для посетителей. Современный Музей Резиденции представляет собой более чем 130 комнат, которые можно обойти с дополуденной и послеполуденной экскурсией. Электронный аудиоэкскурсовод представлен пятью языками. Особой популярностью пользуются Антиквариум, Старая Дворцовая Капелла, Императорские комнаты, Роскошная часовня и репрезентативные жилые комнаты Людовика I. Фарфоровая камера (Porzellankammer) содержит не только экспонаты со всей Европы, но и значимую коллекцию Восточной Азии; Миниатюрный кабинет (Miniaturenkabinett) знаменит его 129 миниатюрными картинами. Кроме того, имеется ещё Реликтовая (Reliquienkammer) и Серебряная (Silberkammer) камеры

## Сокровищница
Собрание ювелирных произведений из золота, драгоценных камней, эмали, кристаллов и слоновой кости — это результат вековой страсти баварских правителей к коллекционированию. Ещё герцог Альбрехт V в его завещании в 1565 году распорядился особо ценные ювелирные произведения объединять в закрытом для общественности фонде. Его дети и внуки следовали этому завещанию, расширяя коллекцию. Значительное пополнение сокровищницы произошло благодаря курфюрсту Карлу Теодору во второй половине 18 столетия, который объединил с ней «Пфальцское сокровище».
Помимо ювелирных изделий, с XVII века в Резиденции собирались литургические предметы и реликвии. Эти сакральные предметы искусства считались сокровищами. Отдельные из них были переведены в 1958 году в сокровищницу.
В 1731 году сокровища были выставлены в специально для этого оборудованном кабинете (современный «Фарфоровый кабинет»), присоединяющемся к Галерее Предков. В 1897 году коллекция была перенесена в отстроенную «Старую сокровищницу» (используемую сейчас как касса музея), помещение было открыто для публики. После реставрации зданий сокровищница в современном виде была открыта 21 июня 1958 года в десяти комнатах первого этажа Королевских покоев
Коллекция драгоценностей Сокровищницы Мюнхенской резиденции считается одним из ценнейших в мире. Мировую известность имеют Молитвенная книга Императора Карла (ок. 860), Киворий Императора Арнульфа (конец 9 века), Животворящий крест Генриха II Святого, корона императрицы Кунигунды, крест венгерской королевы Гизелы Баварской (около 1000), корона Генриха II (ок. 1270), готическая корона одной из английских королев (ок. 1370). Особой популярностью у посетителей пользуются путевой сервиз Императрицы Марии-Луизы Австрийской, рубиновое украшение королевы Терезы.
В Резиденции кроме всего прочего располагается Государственная коллекция монет Мюнхена — нумизматическая коллекция Баварии из более чем 300 000 экземпляров: монет, бумажных денег, денежных знаков и медалей, с античности до современности.